# Marek Kostecki
Marek Stanisław Kostecki (ur. 22 lutego 1953) – polski działacz hokeja na lodzie i sportowy, polityk.

## Życiorys
Jako hokeista grał w barwach Stoczniowca Gdańsk i Polonii Bydgoszcz.
Od 1989 do 1994 był przewodniczącym Spółdzielni Mieszkaniowej „Jasień”. 31 lipca 1992 został prezesem Gdańskiego Klubu Sportowego Stoczniowiec Gdańsk. Pełnił stanowisko w kolejnych latach, do 2001 społecznie, ponownie wybrany w 2012. 6 sierpnia 2004 został wybrany na stanowisko prezesa Polskiej Ligi Hokejowej. W maju 2009 został doradcą prezesa Polskiego Związku Hokeja na Lodzie, Zdzisława Ingielewicza. 7 stycznia 2011 w trakcie meczu ligowego sezonu 2010/2011 Stoczniowca w hali Olivia został demonstracyjnie wywieziony na taczce przez niezadowolonych kibiców klubu. Został także wiceprezesem Polskiego Związku Łyżwiarstwa Szybkiego.
Był wybierany radnym (1994, 1998) i pełnił funkcję wiceprzewodniczącego Rady Miasta Gdańska, był członkiem zarządu miasta Gdańska, wiceprezydentem Gdańska, reprezentującym Unię Wolności.
W 2000 został odznaczony Srebrnym Krzyżem Zasługi za zasługi w działalności na rzecz rozwoju kultury fizycznej i sportu. W 2012 odznaczony Złotym Krzyżem Zasługi.
Jego syn Artur (ur. 1978) także został hokeistą.